# Deutsche Gesellschaft für Sozialmedizin und Prävention
Die Deutsche Gesellschaft für Sozialmedizin und Prävention (DGSMP) ist eine medizinische Fachgesellschaft für die Bereiche Prävention und Sozialmedizin mit Sitz in Hamburg, die mit ca. 500 Mitgliedern den Public Health Bereich in Deutschland aktiv mitgestaltet. Die Geschäftsstelle befindet sich seit Dezember 2022 in Berlin-Mitte, in Bürogemeinschaft mit der Deutschen Stiftung für Allgemeinmedizin und Familienmedizin. Sie ist Mitglied der Arbeitsgemeinschaft der Wissenschaftlichen Medizinischen Fachgesellschaften und der Deutschen Allianz Nichtübertragbare Krankheiten.

## Vorstand
Präsident ist seit September 2019 Andreas Seidler (TU Dresden). Vizepräsidentin ist Susanne Jordan (Robert-Koch-Institut) und Geschäftsführendes Vorstandsmitglied ist Christian Apfelbacher (Universität Magdeburg). Ehrenpräsident ist Johannes Gostomzyk.

## Ressorts
Die wesentliche inhaltliche Arbeit findet in ihren Ressorts statt. Gegenwärtig bestehen folgende Ressorts.
- Epidemiologie
- Praktische Sozialmedizin und Rehabilitation
- Prävention und Gesundheitsförderung
- Öffentlicher Gesundheitsdienst/Public Health
- Gesundheitssystemforschung, Gesundheitsökonomie und Versorgungsforschung
- Frauen- und geschlechtsspezifische Gesundheitsforschung

## Publikationsorgan
Die Zeitschrift Das Gesundheitswesen ist das wissenschaftliche Publikationsorgan der Gesellschaft.

## Jahrestagungen
Auf den Jahrestagungen werden aktuelle Forschungsergebnisse berichtet. Die letzten Jahrestagungen:
- 2024 in Dresden: Gesundheit gemeinsam denken, handeln, forschen
- 2023 in Hannover: „Gesundheitskompetenz in Krisenzeiten“
- 2022 in Magdeburg: „Soziale Gesundheit neu denken: Herausforderungen für Sozialmedizin und medizinische Soziologie in der digitalen Spätmoderne“
- 2020/21 digital aus Leipzig zum Thema „Das Soziale in Medizin und Gesellschaft – Aktuelle Megatrends fordern uns heraus“
- 2019 in Düsseldorf gemeinsame Tagung mit der DGMS zum Thema „Neue Ideen für mehr Gesundheit“
- 2018 in Dresden zum Thema „Prävention in Lebenswelten“
- 2017 in Lübeck gemeinsame Tagung mit der DGEpi und der GMDS
- 2016 in Essen zum Thema „Metropolis: Gesundheit anders denken“
- 2015 in Regensburg zum Thema „Daten gewinnen, Wissen nutzen für die Praxis von Prävention und Versorgung“
- 2014 in Erlangen zum Thema „Permanente Verfügbarkeit in der Arbeits- und Lebenswelt – Risiken und Chancen“
- 2013 in Marburg zum Thema „Gesundheit zwischen Wirtschaft und Demographie“
- 2012 in Essen zum Thema „Ökonomie versus Sozialmedizin? Wieviel Ökonomisierung verträgt ein solidarisches Gesundheitswesem?“
- 2011 in Bremen zum Thema „Prävention sozial und nachhaltig gestalten“
- 2010 in Berlin zum Thema „Individualisierte Prävention und Epidemiologie: Die moderne Medizin“
- 2009 in Hamburg zum Thema „Solidaritäten im Wandel“
- 2008 in Hannover zum Thema „Versorgungspraxis – Versorgungsforschung – Gesundheitspolitik“
- 2007 in Augsburg zum Thema „Medizin und Gesellschaft -Prävention und Versorgung innovativ – qualitätsgesichert – sozial“
- 2006 in Frankfurt und Offenbach am Main zum Thema „Soziale Medizin: Qualität – Humanität – Wirtschaftlichkeit“
- 2005 in Berlin zum Thema „Demographischer Wandel und Gesundheit“
- 2004 in Magdeburg zum Thema „Gesundheit – Wirtschaftlichkeit und Gerechtigkeit“
- 2003 in Greifswald zum Thema „Bevölkerungsbezogene Gesundheitsforschung und Gesundheitsförderung“[3]

## Salomon-Neumann-Medaille
Die Gesellschaft verleiht seit 1986 die Salomon-Neumann-Medaille für besondere Verdienste um die Präventiv- und Sozialmedizin. Salomon Neumann (1819–1908) war einer der bedeutendsten Vertreter der Sozialmedizin, dessen Satz „Medicin ist eine Sociale Wissenschaft“ auf der Medaille eingeprägt ist.

### Preisträger
- 2024: David Klemperer
- 2023: Marie-Luise Dierks
- 2022: Thomas Lampert (RKI), posthum
- 2021: Matthias Claus Angermeyer
- 2020: Karl Lauterbach
- 2019: Gerhard Trabert, Düsseldorf
- 2018: Gine Elsner, Frankfurt
- 2017: Bernt-Peter Robra, Magdeburg
- 2016: Gesundheitsmonitoring des Robert Koch-Institutes, Berlin
- 2015: Elisabeth Pott, Köln
- 2014: Die Internationale Arbeitsorganisation (ILO) – Vertretung Deutschland
- 2013: Hans-Heinrich Raspe
- 2012: Rolf Rosenbrock
- 2011: Ulrike Maschewsky-Schneider und der Bundesverband der Frauengesundheitszentren e. V.
- 2010: Hugo Tempelman, Groblersdal (Südafrika)[5] und die Deutsche AIDS-Hilfe
- 2009: Alf Trojan, Hamburg
- 2008: Peter C. Scriba, München
- 2007: Johannes Georg Gostomzyk, Augsburg
- 2006: Gemeinsamer Bundesausschuss, Siegburg
- 2005: keine Preisverleihung
- 2004: Ferdinand Schliehe, Osnabrück
- 2003: Ralph Brennecke, Berlin[6]
- 2002: Karl Hermann Haack, Berlin
- 2001: Johannes Siegrist, Düsseldorf
- 2000: Ilona Kickbusch, New Haven
- 1999: Hans-Konrad Selbmann, Tübingen
- 1998: Georges Fülgraff, Berlin
- 1997: Klaus Dörner, Gütersloh
- 1996: Friedrich Wilhelm Schwartz, Hannover
- 1995: Kurt-Alphons Jochheim, Erftstadt
- 1994: Heinz Häfner, Mannheim
- 1993: Max-Joseph Halhuber, Bad Berleburg
- 1992: Fritz Hartmann, Hannover
- 1991: Geoffrey Rose, London
- 1990: Herbert Viefhues, Bochum
- 1989: Walter W. Holland, London
- 1988: Jo Eirik Asvall, Kopenhagen
- 1987: Frederick H. Epstein, Zürich[7]
- 1986: Hans Schaefer, Heidelberg